# Dog sitting
Il dog sitting, conosciuto generalmente come pet sitting, è un servizio da parte di volontari non certificati, che può essere utile ai padroni di cani (ma anche altri animali, inclusi gatti, pesci, ecc.) nei momenti in cui sono impossibilitati a prendersi cura dell'animale.  
Nello specifico, i compiti sono quelli di prendere in affidamento cani altrui e gestire ogni necessità di questi ultimi. Il pet-sitter può essere assunto per periodi di tempo più o meno lunghi, in base alle necessità del proprietario. Un pet sitter può offrire anche un servizio di pensione in ambiente domestico: in questo caso il pet sitter ospita il cane in casa propria per più di un giorno, ad esempio quando il proprietario va in vacanza. In genere è un lavoro part-time che non richiede qualifiche specifiche, tanto da poter essere svolto anche a titolo gratuito, pur esistendo anche pet-sitter professionisti, siti appositi che indirizzano verso i professionisti del settore e delle agenzie di pet-sitting, che possono essere in grado di offrire una gamma di servizi più vasta e più adattabile alle varie esigenze. 